# Sikukia longibarbata
Sikukia longibarbata är en fiskart som beskrevs av Li, Chen, Yang och Chen, 1998. Sikukia longibarbata ingår i släktet Sikukia och familjen karpfiskar. Inga underarter finns listade i Catalogue of Life.